# Хасан Ерен
Хасан Ерен (на турски: Hasan Eren) е унгарски и турски учен, езиковед – етимолог, тюрколог, унгарист, от български произход.
Енциклопедист. Професор, доктор на науките (1942). Член на Унгарската академия на науките (1988).
Завършва гимназия с отличие (1937), проявява силен интерес към изучаваните езици (български, руски, френски). Прави впечатление на унгарския тюрколог Дюла Немет, работил по онова време в България. Благодарение на съдействието му Ерен постъпва в Будапещенския университет да следва „Турска филология“. Едновременно изучава монголски и угърски езици. Получава докторска степен (1942), става доцент през 1946 г.
Заминава за Анкара (1948), където работи като тюрколог в Анкарския университет. Занимава се и с проблемите на лексикологията в Дружеството за турски език (Türk Dil Kurumu) при правителството. Работи като негов председател от 1983 до 1993 г. От 1985 година е главен редактор на турската енциклопедия Türk Ansiklopedisi.
Основното направление на научните изследвания на Х. Эрен е лексикологията. Най-известният му труд в тази област е неговият „Турски етимологичен речник“ (Türk Dilinin Etimolojik Sözlüğü).
Работейки в Турция, Ерен поддържа тесни връзки с научния свят на Унгария. Получава редица унгарски награди. За неговия принос за развитието и изучаването на унгарски език е награден с унгарския „Орден за заслуги“ през 2000 г.